# John Spinks (músico)
John Frederick Spinks (Londres, 27 de noviembre de 1953 - Kent, 9 de julio de 2014) fue un músico inglés, conocido por ser el guitarrista y compositor de la banda The Outfield.
Spinks, Tony Lewis, y Alan Jackman tocaron juntos por primera vez en la década de 1970 en la banda Sirius B. Después de ensayar durante seis meses, el grupo se disolvió debido a la llegada del punk rock. En la década de 1980, Spinks grabó varios demos bajo el nombre de Baseball Boys, después de que vio el nombre de una banda adolescente en la película The Warriors. "Sólo por ser escandalosa, puse lo que sentí fue un nombre estúpido en los demos," dijo Spinks ", y la gente que se los llevó dijo: 'Suena muy bien. ¿Podemos ver a la banda?` Y no había realmente una banda." Spinks se juntó con Lewis y Jackman para tocar como Baseball Boys, y luego cambiaron su nombre a The Outfield en 1984. Su álbum debut, Play Deep, se convirtió en un multiplatino como éxito por sus ventas lanzado en 1985. Spinks escribió el hit más grande de la banda, "Your Love", que alcanzó el top 10 en el Billboard Hot 100 en 1986. The Outfield se tomó un descanso en la década de 1990, pero volvió a reunirse para grabar Replay en 2011.
Spinks murió el 9 de julio de 2014 a los 60 años de edad. Tuvo cáncer de hígado durante años. Le sobreviven su esposa y dos hijos. Spinks y la banda escribieron material nuevo poco antes de su muerte, pero no está claro si va a ser lanzado o no.